# Will Yun Lee
Will Yun Lee (hangul: 이상욱; nacido el 22 de marzo de 1971) es un actor estadounidense, conocido por sus papeles en la serie de drama sobrenatural de TNT Witchblade como Danny Woo y Jae Kim en el drama de ciencia ficción de la NBC Bionic Woman, Sang Min en la serie de la CBS Hawaii 5.0.Interpretó papeles notables en la película de James Bond Die Another Day, Elektra y The Wolverine.

## Primeros años
Lee nació en Arlington, Virginia y es de ascendencia coreana. Sus padres son Soo Wong Lee, un maestro de taekwondo, y Jing Ja Lee. Él pasó parte de su juventud enseñando taekwondo junto a su padre en Napa, California. Lee asistió a la Universidad de California en Berkeley con una beca deportiva para el equipo Cal Taekwondo.

## Carrera
Tuvo papeles secundarios en películas de alto perfil como Die Another Day, Torque, The King of Fighters y Elektra. También ha actuado en la miniserie de la cadena FX Network Thief y la miniserie de ABC Family Fallen. Recientemente estuvo invitado en Hawaii Five-0 como el personaje recurrente Sang Min y en True Blood como el Sr. Gus. También interpretó a Kenuichio Harada en The Wolverine (2013) de James Mangold. Él proporciona la voz del protagonista en el videojuego de crimen de mundo abierto de Square Enix Sleeping Dogs como el policía encubierto Wei Shen.

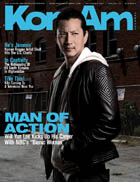
Lee en la portada de KoreAm en 2007.

En 2002 fue nombrado por People como uno de sus «50 Most Beautiful People», lo que le condujo rápidamente a papeles de alto perfil. En noviembre de 2007, otra vez fue reconocido por People, esta vez como uno de los miembros de su lista de los 15 «Sexiest Men Alive».
Will Yun Lee es uno de los actores, productores y directores entrevistados en el documental de 2006 The Slanted Screen, dirigido por Jeff Adachi, sobre la representación de personas asiáticas y asiático-estadounidenses en Hollywood. Fue en el videoclip de «Boy (I Need You)» de Mariah Carey y «Roll Call» de Ice Cube.

## Vida personal
En octubre de 2010, Lee se casó con la actriz Jennifer Birmingham en Shreveport, Luisiana. Su primer hijo, un niño, nació en junio de 2013.

## Filmografía
| Año       | Título                         | Personaje             | Notas                                      |
| --------- | ------------------------------ | --------------------- | ------------------------------------------ |
| 1997      | Nash Bridges                   | Quick                 | Episodio: «Gun Play»                       |
| 1998      | Profiler                       | Andrew Young          | Episodio: «Ties That Bind»                 |
| 1998      | Brimstone – El pacto           | Roger                 | Episodio: «Poem»                           |
| 1999      | V.I.P.                         |                       | Episodio: «Mao Better Blues»               |
| 2000      | Gung Fu: The New Dragon        | Danny                 |                                            |
| 2000      | What's Cooking?                | Jimmy Nguyen          |                                            |
| 2000      | The Disciples                  | Yoyo Lee              |                                            |
| 2000      | Witchblade                     | Danny Woo             |                                            |
| 2001      | The Agency                     | Sam                   | Episodio: «The Year of Living Dangerously» |
| 2001–2002 | Witchblade                     | Detective Danny Woo   | 23 episodios                               |
| 2002      | Face                           | Daniel                |                                            |
| 2002      | Four Reasons                   | Buddha                |                                            |
| 2002      | Die Another Day                | Colonel Tan-Sun Moon  |                                            |
| 2003      | 10-8: Officers on Duty         | Detective Danny Chang | Episodio: «Let It Bleed»                   |
| 2004      | Torque                         | Val                   |                                            |
| 2004      | Threat Matrix                  | Danny Roh             | Episodio: «PPX»                            |
| 2004      | Law & Order                    | Hiroji Yoshida        | Episodio: «Gaijin»                         |
| 2004      | 10-8: Officers on Duty         | Detective Danny Chang | Episodio: «Love Don't Love Nobody»         |
| 2005      | Elektra                        | Kirigi                |                                            |
| 2005      | The Seed                       | Ken Marcado           |                                            |
| 2006      | Thief                          | Vincent Chan          | 6 episodios                                |
| 2006      | CSI: Crime Scene Investigation | Dennis Kim            | Episodio: «Time of Your Death»             |
| 2006      | Tsunami: The Aftermath         | Chai                  |                                            |
| 2007      | Hers                           | Lucas                 |                                            |
| 2007      | Hustle                         | Shiro                 | Episodio: «Conning the Artists»            |
| 2007      | Fallen                         | Mazarin               | 4 episodios                                |
| 2007      | La mujer biónica               | Jae Kim               | 7 episodios                                |
| 2008      | 6th and Santa Fe               |                       | Cortometraje                               |
| 2008      | Finnegan                       | Taki                  |                                            |
| 2010      | The King of Fighters           | Iori Yagami           |                                            |
| 2010      | Boston's Finest                | Eddie Lao             |                                            |
| 2010      | Five Star Day                  | Samuel Kim            |                                            |
| 2010–2014 | Hawaii Five-0                  | Sang Min              | 6 episodios                                |
| 2011      | Four Assassins                 | Marcus                |                                            |
| 2011      | Where the Road Meets the Sun   | Takashi               |                                            |
| 2011      | Setup                          | Joey                  |                                            |
| 2011      | Oka!                           | Yi                    |                                            |
| 2012      | Total Recall                   | Marek                 |                                            |
| 2012      | Red Dawn                       | Captain Cho           |                                            |
| 2012      | Bangkok Love Story             |                       |                                            |
| 2013      | Lost for Words                 | Stanford              |                                            |
| 2013      | The Wolverine                  | Keniuchio Harada      |                                            |
| 2013      | Make Your Move                 | Kaz                   |                                            |
| 2014      | True Blood                     | Sr. Gus               | 5 episodios                                |
| 2015      | San Andreas (película)         | Dr. Kim Park          |                                            |
| 2016      | Falling water                  | Taka                  |                                            |
| 2017-2024 | The Good Doctor                | Dr. Alex Park         |                                            |
| 2018      | Altered Carbon                 | Takeshi Kovacs        | 10 episodios                               |
| 2018      | Rampage                        | Agente Park           |                                            |
| 2019      | Wish Dragon                    | Sr. Wong              |                                            |
| 2019      | Altered Carbon                 | Takeshi Kovacs        | 8 episodios                                |
| 2019      | Rogue Warfare                  | Daniel                |                                            |